# Brownville (Maine)
Brownville – miasto w Stanach Zjednoczonych, w stanie Maine, w hrabstwie Piscataquis.